# Zeca & Joca
Zeca e Joca (Pat & Mat) é uma série de televisão animada utilizando a técnica stop-motion criada em 1976 por Lubomír Beneš e Vladimir Jiranek.
O sucesso da dupla de bonecos saiu de Praga, Tchecoslováquia, para o mundo. Foi exibido em oito países, entre eles o Brasil, quando passou no Glub Glub sob o nome de Zeca e Joca. O projeto teve várias fases, mas somente os episódios mais antigos foram exibidos no Brasil, pela TV Cultura, do começo até metade da década de 90, enquanto o programa dos peixinhos esteve no ar. Mais tarde, seria exibido pelo extinto canal Fox Kids e Jetix, como curtas nos intervalos comerciais. Nessa segunda fase é que alguns dos novos episódios foram exibidos por aqui.
É difícil escrever uma sinopse a respeito desses ilustres personagens, pois a cada episódio eles criam as mais complicadas situações para tentar resolver um problema. Seguem à risca o lema "para que simplificar se é possível complicar", e com isso arrancam sorrisos dos telespectadores. De acordo com seus criadores, a animação não trata apenas de comédia, mas também quer transmitir a ideia de que não se deve desistir nunca.
Atualmente os criadores disponibilizam novos episódios no YouTube, pelo canal de nome "Pat a Mat" e pela emissora Česká televize na República Tcheca.